# Серцеїдки (фільм)
«Серцеїдки» (англ. Heartbreakers) — американська романтична комедія 2001 р. режисера Девіда Міркіна. У ролях: Сігурні Вівер, Дженніфер Лав Гьюітт, Рей Ліотта, Джейсон Лі і Джин Хекмен. Вівер була номінована на «премію Супутник» за свою роль. Сюжет обертається навколо жіночого дуету мати-дочка, які обдурюють багатих чоловіків і юридично обкрадають їх.
Сценарій до фільму написали Роберт Данн, Пол Гуей і Стівен Мазур. Це третій спільний проєкт Гуея та Мазура, попередніми комедіями були Маленькі негідники і Брехун, брехун.

## Сюжет
Макс і Пейдж Коннерс — дві чарівні шахрайки. Їх жертвами стали безліч чоловіків. Суть шахрайства проста: Макс одружується з заможним чоловіком. Не відкладаючи у довгу шухляду, вже на ранок її донька Пейдж намагається опинитися з новоспеченим чоловіком у вельми компрометуючих обставинах. Ніби випадково всю цю сцену бачить Макс. Її серце розбите, вона вимагає негайного розлучення, яке й отримує. Заодно з істотною матеріальною компенсацією.
І все влаштовувало Макс, але не зовсім влаштовувало її вже дорослу дочку. Пейдж вважає, що вже здатна сама зіграти головну роль у черговому спектаклі. На що Макс їй відповідає, що та ще не готова без докорів сумління взяти і обдурити чоловіка. З власного досвіду вона знає, чим таке може скінчитися: ти закохаєшся, завагітнієш і не ти його кинеш, а він тебе залишить одну і без коштів. Так на світ з'явилася і сама Пейдж.
За допомогою спритного трюку Макс переконує Пейдж, що всі їхні гроші зникли, що їм вкрай необхідно в найкоротші терміни витрусити грошей з якого-небудь процвітаючого ділка. Місцем для афери вибирається Маямі — рай для мільйонерів.
Макс вибирає як жертву підстаркуватого виробника сигарет. Він старий, потворний, постійно палить, але дуже багатий. Вона розігрує з себе російську емігрантку, дочка влаштовується хатньою робітницею. Пейдж тим часом потай намагається провернути свою аферу, але зазнає невдачі, зате знайомиться з молодим і симпатичним барменом.
І начебто все йде за планом, Макс вже отримала пропозицію руки і серця, але починаються неприємності: спочатку з'ясовується, що бармен зовсім не бармен, а власник бару, за який пропонують мільйони. Потім виявляється, що Пейдж закохалася в бармена. Вдавившись, раптово помирає наречений Макс, з'являється її минулий чоловік, охоплений жагою помсти. І на довершення давня подруга Макс викрадає всі гроші з рахунків сімейства Коннерс.

## Ролі
- Сігурні Вівер — Макс Коннерс, шахрайка
- Дженніфер Лав Гьюітт — Пейдж Коннерс, дочка Макс, шахрайка
- Рей Ліотта — декан Куманно, любовний інтерес Макс
- Джейсон Лі — Джек Візров, любовний інтерес Пейдж
- Енн Бенкрофт — Глорія Вогел / Барбара, давня подруга Макс і наставниця
- Джеффрі Джонс — пан Аппель, менеджер готелю в Палм-Спрінгс
- Джин Хекмен — Вільям Б. Тенсі
- Нора Данн — міс Медрес, економка Тенсі
- Олег Штефанко — керівник кремлівського оркестру

## Виробництво

### Музика
Денні Ельфман написав головну музичну тему, Джон Дебні композивував фільм.

### Касові збори
Фільм посів перше місце у США, заробивши $ 12,3 млн за перший уїк-енд.